# جون بتيغيغ (لاعب دوري الرغبي)
جون بتيغيغ (بالإنجليزية: John Buttigieg)‏ هو لاعب دوري الرغبي أسترالي، ولد في 9 يناير 1977.